# Бейка (Усть-Абаканский район)
Бейка — аул в Усть-Абаканском районе Хакасии на р. Бейка.
Расстояние до райцентра — пгт Усть-Абакан — 119 км, до ближайшей железнодорожной станции — 14 км. Число х-в — 15, население — 55 чел. (01.01.2004), в том числе русские, хакасы, украинцы. Образован в 1900—1901.

## Население
| 2002 | 2010 |
| ---- | ---- |
| 56   | ↘32  |